# SM UC-44
SM UC-44 – niemiecki podwodny stawiacz min z okresu I wojny światowej, jedna z 64 zbudowanych jednostek typu UC II. Zwodowany 10 października 1916 roku w stoczni Vulcan w Hamburgu, został przyjęty do służby w Kaiserliche Marine 4 listopada 1916 roku. W czasie służby operacyjnej w składzie 1. Flotylli U-Bootów Hochseeflotte okręt odbył sześć patroli bojowych, w których rezultacie zatopionych zostało 27 statków o łącznej pojemności 25 475 BRT. Okręt zdobył także jeden statek o pojemności 229 BRT, zatopił niszczyciel o wyporności 550 ton i uszkodził trałowiec o wyporności 810 ton. 4 sierpnia 1917 roku SM UC-44 zatonął w wyniku eksplozji własnej miny nieopodal Waterford, a później został podniesiony przez Brytyjczyków i zezłomowany.

## Projekt i budowa
Sukcesy pierwszych niemieckich podwodnych stawiaczy min typu UC I, a także niedostatki tej konstrukcji skłoniły dowództwo Cesarskiej Marynarki Wojennej z admirałem von Tirpitzem na czele do działań mających na celu budowę nowego, znacznie większego i doskonalszego typu okrętów podwodnych. Opracowany latem 1915 roku projekt okrętu, oznaczonego później jako typ UC II, tworzony był równolegle z projektem przybrzeżnego torpedowego okrętu podwodnego typu UB II. Głównymi zmianami w stosunku do poprzedniej serii były: instalacja wyrzutni torpedowych i działa pokładowego, zwiększenie mocy i niezawodności siłowni oraz wzrost prędkości i zasięgu jednostki – kosztem rezygnacji z możliwości łatwego transportu kolejowego (ze względu na powiększone rozmiary).
SM UC-44 zamówiony został 20 listopada 1915 roku jako jednostka z II serii okrętów typu UC II (numer projektu 41, nadany przez Inspektorat U-Bootów), w ramach wojennego programu rozbudowy floty . Został zbudowany w stoczni Vulcan w Hamburgu jako jeden z sześciu okrętów II serii zamówionych w tej wytwórni. UC-44 otrzymał numer stoczniowy 77 (Werk 77)  . Stępkę okrętu położono w 1915 roku , a zwodowany został 10 października 1916 roku. Koszt budowy okrętu wyniósł 1 mln 982 tys. marek.

## Dane taktyczno-techniczne
SM UC-44 był średniej wielkości przybrzeżnym okrętem podwodnym o konstrukcji dwukadłubowej. Długość całkowita wynosiła 49,5 metra, szerokość 5,22 metra i zanurzenie 3,68 metra . Wykonany ze stali kadłub sztywny miał 39,3 metra długości i 3,61 metra szerokości, a wysokość (od stępki do szczytu kiosku) wynosiła 7,46 metra . Wyporność w położeniu nawodnym wynosiła 400 ton, a w zanurzeniu 480 ton. Jednostka miała wysoki, ostry dziób przystosowany do przecinania sieci przeciwpodwodnych; do jej wnętrza prowadziły trzy luki: pierwszy przed kioskiem, drugi w kiosku, a ostatni w części rufowej, prowadzący do maszynowni . Cylindryczny kiosk miał średnicę 1,4 metra i wysokość 1,8 metra, obudowany był opływową osłoną . Okręt napędzany był na powierzchni przez dwa 6-cylindrowe, czterosuwowe silniki wysokoprężne Körting o łącznej mocy 520 KM, zaś pod wodą poruszał się dzięki dwóm silnikom elektrycznym SSW o łącznej mocy 460 KM . Dwa wały napędowe obracały dwie śruby wykonane z brązu manganowego (o średnicy 1,9 metra i skoku 0,9 metra) . Okręt osiągał prędkość 11,7 węzła na powierzchni i 6,7 węzła w zanurzeniu . Zasięg wynosił 9410 Mm przy prędkości 7 węzłów w położeniu nawodnym oraz 60 Mm przy prędkości 4 węzłów pod wodą . Zbiorniki mieściły 63 tony paliwa, a energia elektryczna magazynowana była w dwóch bateriach akumulatorów 26 MAS po 62 ogniwa, zlokalizowanych pod przednim i tylnym pomieszczeniem mieszkalnym załogi. Okręt miał siedem zewnętrznych zbiorników balastowych . Dopuszczalna głębokość zanurzenia wynosiła 50 metrów , zaś czas wykonania manewru zanurzenia 40 sekund.
Głównym uzbrojeniem okrętu było 18 min kotwicznych typu UC/200 w sześciu skośnych szybach minowych o średnicy 100 cm, usytuowanych w podwyższonej części dziobowej jeden za drugim w osi symetrii okrętu, pod kątem do tyłu (sposób stawiania – „pod siebie”). Układ ten powodował, że miny trzeba było stawiać na zaplanowanej przed rejsem głębokości, gdyż na morzu nie było do nich dostępu (co znacznie zmniejszało skuteczność okrętów). Wyposażenie uzupełniały dwie zewnętrzne wyrzutnie torped kalibru 500 mm (umiejscowione powyżej linii wodnej na dziobie, po obu stronach szybów minowych), jedna wewnętrzna wyrzutnia torped kal. 500 mm na rufie (z łącznym zapasem 7 torped) oraz umieszczone przed kioskiem działo pokładowe kal. 88 mm L/30, z zapasem amunicji wynoszącym 130 naboi . Okręt wyposażony był w dwa peryskopy Zeissa: wachtowy i bojowy oraz radiostację z podnoszonym masztem o wysokości 10 metrów. Wyposażenie uzupełniała kotwica grzybkowa o masie 272 kg .
Załoga okrętu składała się z 3 oficerów oraz 23 podoficerów i marynarzy.

## Służba

### 1916 rok
4 listopada 1916 roku SM UC-44 został przyjęty do służby w Cesarskiej Marynarce Wojennej . Dowództwo okrętu objął kpt. mar. (niem. Kapitänleutnant) Kurt Tebbenjohanns .

### 1917 rok
Po okresie szkolenia okręt został 1 stycznia 1917 roku przydzielony do 1. Flotylli U-Bootów Hochseeflotte . Z dniem 1 lutego, rozkazem szefa sztabu admiralicji niemieckiej z 12 stycznia tego roku, U-Booty należące do czterech flotylli Hochseeflotte, Flotylli Flandria i Flotylli Pola rozpoczęły nieograniczoną wojnę podwodną.
W dniach 3–16 lutego UC-44 odbył operację bojową na wodach Szetlandów i Orkadów, stawiając wszystkie przewożone pod pokładem miny w pięciu zagrodach. 11 lutego okręt zatrzymał i po zdjęciu załogi zatopił zbudowany w 1894 roku brytyjski kuter rybacki „Ashwold” o pojemności 129 BRT. Do zdarzenia doszło w odległości 130 Mm na północny wschód od North Shields, a szyper jednostki trafił do niewoli . Następnego dnia na pozycji 58°53′N 1°32′W/58,883333 -1,533333 ten sam los spotkał pochodzący z 1872 roku szwedzki parowiec „Adolf” (835 BRT), płynący ze Swansea do Warkworth z ładunkiem drobnicy (nikt nie zginął) , oraz zbudowany w 1899 roku brytyjski kuter rybacki „Dale” o pojemności 198 BRT (zdarzenie miało miejsce 42 Mm na południowy wschód od wyspy North Ronaldsay w archipelagu Orkadów). Załoga przeżyła, lecz szyper kutra został wzięty na pokład U-Boota . 13 lutego w odległości 75 Mm na południe od Fair Isle został zatrzymany i po zdjęciu załogi zatopiony kolejny brytyjski kuter rybacki „King Alfred” (159 BRT), a jego szyper także trafił do niewoli . Nazajutrz okręt zatrzymał dwa następne brytyjskie trawlery: pochodzący z 1899 roku „Belvoir Castle” (221 BRT), który po zdjęciu załogi i wzięciu na pokład szypra został zatopiony na pozycji 57°17′N 1°30′W/57,283333 -1,500000  oraz zbudowany w 1898 roku „Mary Bell” (144 BRT), który po opuszczeniu przez załogę i wzięciu do niewoli szypra został zatopiony w odległości 50 Mm na północny wschód od Aberdeen .
1 marca okręt wyszedł na kolejny rejs, kierując się ku południowemu wybrzeżu Irlandii. Podczas trwającej do 15 marca operacji U-Boot postawił sześć zagród składających się łącznie z 18 min. 5 marca na południe od Irlandii UC-44 zatrzymał i po zejściu załogi zatopił ogniem artyleryjskim zbudowany w 1916 roku portugalski żaglowiec „Guadiana” o pojemności 326 BRT, płynący na Wyspy Brytyjskie z ładunkiem drewna . Dwa dni później na postawioną przez okręt podwodny minę wszedł zbudowany w 1916 roku brytyjski parowiec „Westwick” (5694 BRT), płynący z Baltimore do Kingston upon Hull z ładunkiem kukurydzy. Statek zatonął bez strat w załodze na południe od Queenstown  . Tego samego dnia 8 Mm na południowy zachód od Fastnet Rock został też zatopiony pochodzący z 1880 roku norweski parowiec „Adalands” (1577 BRT), przewożący ładunek orzeszków ziemnych z Rufisque do Kingston upon Hull (na pokładzie nie było ofiar śmiertelnych) . 8 marca UC-44 zatrzymał nierozpoznany statek, który po wystrzale z działa pokładowego zaczęła opuszczać załoga. Po zbliżeniu się okrętu podwodnego na odległość 3000 metrów jednostka otworzyła silny ogień, zmuszając U-Boota do alarmowego zanurzenia. Przeciwnikiem UC-44 okazał się brytyjski statek-pułapka HMS „Penshurst”.
12 marca okręt zatrzymał i po opuszczeniu przez całą załogę zatopił ogniem artylerii zbudowany w 1904 roku brytyjski parowiec „Lucy Anderson” o pojemności 1073 BRT, transportujący węgiel z Hartlepool do Göteborga. Do zdarzenia doszło na pozycji 58°27′N 1°18′W/58,450000 -1,300000  . Tego samego dnia ofiarą U-Boota stał się pochodzący z 1883 roku norweski parowiec „Marna” (914 BRT), płynący na trasie z Leith do Vestlandet z ładunkiem drobnicy, zatopiony bez strat w załodze w odległości 60 Mm na północny wschód od Kinnaird . 13 marca brytyjska flota rybacka zmniejszyła się o dwa trawlery: zbudowany w 1890 roku „Navenby” o pojemności 167 BRT, zatrzymany i zatopiony po zdjęciu załogi w odległości 85 Mm na wschód od Peterhead , oraz pochodzący z 1899 roku „Nuttallia” (229 BRT), zatrzymany i przejęty 60 Mm na południe od Fair Isle (do niewoli trafiła cała, licząca 12 osób załoga trawlera) .
13 kwietnia na postawioną przez okręt 6 marca minę wszedł zbudowany w 1910 roku brytyjski parowiec „Bandon” (1456 BRT), płynący z Liverpoolu do Cork z ładunkiem drobnicy. Statek zatonął z całą, liczącą 28 osób załogą na pozycji 51°57′N 7°35′W/51,950000 -7,583333 . Trzy dni później (15 kwietnia) U-Boot zatrzymał i zatopił dwa brytyjskie trawlery: pochodzący z 1900 roku „Dalmatian” (186 BRT), którego licząca dziewięć osób załoga mimo opuszczenia jednostki w łodzi ratunkowej nigdy nie została odnaleziona , oraz zbudowany w 1893 roku „Sutterton”, na pokładzie którego zginął jeden marynarz (na pozycji 55°45′N 0°15′W/55,750000 -0,250000) . Tego samego dnia na północ od Dogger Bank UC-44 zatrzymał i zatopił zbudowany w 1908 roku holenderski żaglowiec „Heikina” o pojemności 157 BRT, płynący z Londynu do Christianii z ładunkiem siarczanu sodu. Mimo opuszczenia statku jego załoga zaginęła bez wieści . 16 kwietnia okręt postawił zagrodę minową nieopodal Sunderlandu, a dwa dni później dwie kolejne. 19 kwietnia na postawioną poprzedniego dnia przez U-Boota minę wszedł zbudowany w 1899 roku brytyjski parowiec „Poltava” (9456 BRT), który wyszedł z Newcastle upon Tyne z ładunkiem węgla. Statek zatonął bez strat w ludziach na pozycji 54°59′N 1°17′W/54,983333 -1,283333  .
20 kwietnia ofiarą UC-44 padły dwa brytyjskie statki rybackie: zbudowany w 1899 roku trawler „Erith” (168 BRT), zatrzymany i zatopiony po opuszczeniu przez załogę w odległości około 40 Mm na południe od Aberdeen , oraz pochodzący z 1896 roku „Grecian” (119 BRT), zatrzymany i zatopiony bez strat w ludziach 22 Mm na północny wschód od latarni morskiej Longstone . Nazajutrz nieopodal Amble w ataku torpedowym został zatopiony zbudowany w 1910 roku norweski parowiec „Peik” o pojemności 701 BRT, płynący z Newcastle upon Tyne do Arendal z ładunkiem drobnicy (nikt nie zginął) . 22 kwietnia w odległości 26 Mm na południe od Aberdeen U-Boot zatrzymał i po ewakuacji całej załogi zatopił zbudowany w 1892 roku brytyjski statek rybacki „Nightingale” (91 BRT) . Następnego dnia lista wojennych osiągnięć załogi UC-44 powiększyła się o trzy pozycje: w pobliżu Eyemouth został zatrzymany i po opuszczeniu przez załogę zatopiony zbudowany w 1890 roku brytyjski parowiec „Auriac” (871 BRT), przewożący beczki z Rouen do Leith (śmierć poniósł jeden marynarz)  ; ten sam los spotkał też pochodzący z 1895 roku duński parowiec „Scot” o pojemności 1564 BRT, płynący pod balastem z Kopenhagi do Burntisland (bez strat w załodze, na pozycji 56°02′N 1°46′W/56,033333 -1,766667) ; ostatnią ofiarą został zbudowany w 1890 roku duński parowiec „Baron Stjernblad” (991 BRT), transportujący ładunek drobnicy z Kingston upon Hull do Kopenhagi, storpedowany w odległości 5 Mm na północny wschód od Eyemouth (obyło się bez ofiar) .
W maju UC-44 oraz pozostałe okręty wchodzące w skład 1. Flotylli (U-71, U-80, UC-29, UC-31, UC-33, UC-41, UC-42, UC-45, UC-49, UC-50, UC-51, UC-55, UC-75 i UC-77) postawiły wokół Wysp Brytyjskich 50 zagród minowych. 23 maja 25 Mm na północny wschód od Peterhead UC-44 zatopił zbudowany w 1904 roku norweski parowiec „Turid” (1148 BRT), płynący z ładunkiem śledzi i miazgi drzewnej z Trondheim do Grimsby (cała załoga ocalała) . 25 czerwca na południe od Wight okręt stoczył nierozstrzygniętą walkę z brytyjskim statkiem-pułapką HMS „Glen”, a nazajutrz identycznie zakończony pojedynek z HMS „Gaelic”. 30 czerwca załoga U-Boota zapisała na swoim koncie kolejne dwie zatopione jednostki: pochodzący z 1892 roku norweski bark ze stalowym kadłubem „Asalia” (2348 BRT), płynący z ładunkiem parafiny w beczkach z Nowego Jorku do Dublina, zatrzymany i zatopiony przy pomocy materiałów wybuchowych i ognia artyleryjskiego na pozycji 51°00′N 13°50′W/51,000000 -13,833333 (nikt nie zginął)  oraz zbudowany w 1894 roku włoski parowiec „Phoebus” (3133 BRT), transportujący rudę żelaza z Almerii do Barrow-in-Furness, storpedowany i zatopiony bez strat w załodze nieopodal Castletown na pozycji 51°05′N 14°06′W/51,083333 -14,100000 .
6 lipca w odległości 70 Mm na północny wschód od Peterhead okręt storpedował i zatopił brytyjski niszczyciel HMS „Itchen” (550 ton). Jednostka zatonęła ze stratą ośmiu załogantów na pozycji 58°35′N 0°45′W/58,583333 -0,750000 .

### Utrata okrętu i jego dalsze losy
31 lipca UC-44 wyszedł z Helgolandu na kolejną operację bojową. 4 sierpnia 1917 roku podczas stawiania zagrody minowej nieopodal Waterford okręt zatonął w wyniku eksplozji własnej miny (na pozycji 52°07′N 6°59′W/52,116667 -6,983333) na głębokości 25 metrów . Z liczącej w tym rejsie 30 osób załogi ocalał jedynie dowódca jednostki, mimo że przez właz w kiosku U-Boota wydostało się jeszcze dwóch marynarzy. Na rozkaz Admiralicji przystąpiono do prac mających na celu podniesienie jednostki, w wzięli w nich udział m.in. nurkowie zaangażowani uprzednio w wydobycie wraku SM UC-5. Między 7 a 23 września UC-44 został wydobyty przez Brytyjczyków, a na jego pokładzie odnaleziono m.in. 9 min, kilka torped, sprzęt radiowy i hydroakustyczny oraz ważne dokumenty (szyfry, rozkazy, wykazy flotylli U-Bootów, zalecane trasy wokół Wysp Brytyjskich itp.) . Jednostkę zezłomowano po zakończeniu wojny .
7 sierpnia 1917 roku na postawionej przez okręt nieopodal Waterford minie został uszkodzony brytyjski trałowiec HMS „Haldon” o wyporności 810 ton (śmierć poniósł jeden marynarz) .

### Podsumowanie działalności bojowej
SM UC-44 odbył sześć rejsów operacyjnych, w wyniku których zatonęło 27 statków o łącznej pojemności 25 475 BRT oraz niszczyciel o wyporności 550 ton, jeden statek o pojemności 229 BRT został zdobyty, zaś trałowiec o wyporności 810 ton doznał uszkodzeń . Na pokładach zatopionych i uszkodzonych jednostek zginęło co najmniej 48 osób, w tym 28 na brytyjskim parowcu „Bandon”  . Pełne zestawienie zadanych przez niego strat przedstawia poniższa tabela :
| Data             | Nazwa              | Państwo         | Tonaż       | Los jednostki |
| ---------------- | ------------------ | --------------- | ----------- | ------------- |
| 11 lutego 1917   | „Ashwold”          | Wielka Brytania | 129         | zatopiony     |
| 12 lutego 1917   | „Adolf”            | Szwecja         | 835         | zatopiony     |
| 12 lutego 1917   | „Dale”             | Wielka Brytania | 198         | zatopiony     |
| 13 lutego 1917   | „King Alfred”      | Wielka Brytania | 159         | zatopiony     |
| 14 lutego 1917   | „Belvoir Castle”   | Wielka Brytania | 221         | zatopiony     |
| 14 lutego 1917   | „Mary Bell”        | Wielka Brytania | 144         | zatopiony     |
| 5 marca 1917     | „Guadiana”         | Portugalia      | 326         | zatopiony     |
| 7 marca 1917     | „Westwick”         | Wielka Brytania | 5694        | zatopiony     |
| 7(8) marca 1917  | „Adalands”         | Norwegia        | 1577        | zatopiony     |
| 12 marca 1917    | „Lucy Anderson”    | Wielka Brytania | 1073        | zatopiony     |
| 12 marca 1917    | „Marna”            | Norwegia        | 914         | zatopiony     |
| 13 marca 1917    | „Navenby”          | Wielka Brytania | 167         | zatopiony     |
| 13 marca 1917    | „Nuttallia”        | Wielka Brytania | 229         | zdobyty       |
| 13 kwietnia 1917 | „Bandon”           | Wielka Brytania | 1456        | zatopiony     |
| 15 kwietnia 1917 | „Dalmatian”        | Wielka Brytania | 186         | zatopiony     |
| 15 kwietnia 1917 | „Heikina”          | Holandia        | 157         | zatopiony     |
| 15 kwietnia 1917 | „Sutterton”        | Wielka Brytania | 160         | zatopiony     |
| 19 kwietnia 1917 | „Poltava”          | Wielka Brytania | 945         | zatopiony     |
| 20 kwietnia 1917 | „Erith”            | Wielka Brytania | 168         | zatopiony     |
| 20 kwietnia 1917 | „Grecian”          | Wielka Brytania | 119         | zatopiony     |
| 21 kwietnia 1917 | „Peik”             | Norwegia        | 701         | zatopiony     |
| 22 kwietnia 1917 | „Nightingale”      | Wielka Brytania | 91          | zatopiony     |
| 23 kwietnia 1917 | „Auriac”           | Wielka Brytania | 871         | zatopiony     |
| 23 kwietnia 1917 | „Baron Stjernblad” | Dania           | 991         | zatopiony     |
| 23 kwietnia 1917 | „Scot”             | Dania           | 1564        | zatopiony     |
| 28 maja 1917     | „Turid”            | Norwegia        | 1148        | zatopiony     |
| 30 czerwca 1917  | „Asalia”           | Norwegia        | 2348        | zatopiony     |
| 30 czerwca 1917  | „Phoebus”          | Włochy          | 3133        | zatopiony     |
| 6 lipca 1917     | HMS „Itchen”       | Royal Navy      | 550         | zatopiony     |
| 7 sierpnia 1917  | HMS „Haldon”       | Royal Navy      | 810         | uszkodzony    |
| RAZEM            | RAZEM              | zatopione:      | zatopione:  | 28            |
| RAZEM            | RAZEM              | zdobyte:        | zdobyte:    | 1             |
| RAZEM            | RAZEM              | uszkodzone:     | uszkodzone: | 1             |